# La Guerre des dieux
Pour les articles homonymes, voir La Guerre des dieux (bande dessinée).
La Guerre des dieux (聖闘士 星矢 神々の熱き戦い, Saint Seiya: Kamigami no atsuki tatakai, L'ardente bataille des Dieux) est le deuxième film d'animation des cinq basés sur la série télévisée d'animation, Les Chevaliers du Zodiaque. Il est sorti en salle le 12 mars 1988. Il a été réalisé par les studios Tōei Animation.

## Synopsis
Alors qu'il se trouve en Sibérie orientale, son lieu d'entraînement, Hyôga surprend et interrompt un groupe de soldats qui tentait d'éliminer un homme. Après avoir fait fuir les assaillants, il vient en aide au malheureux, qui l'avertit d'un danger imminent au royaume d'Asgard, ajoutant que "la bataille des Dieux va commencer".
Envoyé sur place par Athéna, le chevalier du cygne ne tarde pas à disparaitre sans laisser de traces, ce qui conduit Saori à se rendre directement là-bas pour enquêter, accompagnée par Shiryû, Seiya et Shun. Arrivée au palais du Valhalla, elle est reçue par le grand seigneur d'Asgard, représentant du dieu Odin, le redoutable Derbal qui se montre en apparence amical et coopératif. Celui-ci déclare ne pas avoir d'informations sur la présence d'un chevalier d'Athéna sur son territoire, une information aussitôt corroborée par l'un de ses guerriers divins (les plus puissants et les plus courageux combattants du royaume asgardien), Eric (Loki, en VO). Mais Shiryû et Seiya sont perplexes et n'hésitent pas à mettre en doute la parole du guerrier, lequel se montre aussitôt impertinent et provocateur. Athéna ainsi que Derbal mettent fin à la querelle avant que la situation ne dégénère, et en guise de bonne foi, le seigneur d'Asgard offre à la déesse et à son escorte de passer la nuit au palais, proposition qu'Athéna décline. Tandis qu'elle quitte les lieux, Saori croise un autre guerrier divin, Frey, ainsi que sa soeur cadette Freya. Le jeune homme se montre courtois et distingué puis raccompagne les visiteurs jusqu'à la sortie du palais. Sur le chemin, les chevaliers de bronze rencontrent les autres guerriers divins. L'un d'entre eux, un certain Migarde, affublé d'un masque couvrant l'intégralité de son visage, attire bientôt l'attention de Shiryû car sa cosmo-énergie lui est, dit-il, familière...
Plus tard, alors que la nuit est déjà tombée, un soldat (qui se trouve être celui que Hyôga a sauvé au début du film) se présente à la résidence de Saori et lui présente le heaume très endommagé du chevalier du cygne. Inquiets du sort de leur compagnon, Seiya et Shiryû décident de partir à sa recherche sans délai. Shun, quant à lui, restera aux côtés d'Athéna. 
Pendant ce temps, Frey sollicite un entretien avec le seigneur Derbal, afin de l'avertir des intentions d'Eric. Ce dernier projette de déclencher une guerre contre les chevaliers du zodiaque et Athéna, ce qui aurait pour conséquence directe de provoquer la fin de l'humanité. Derbal, feignant d'être choqué par la nouvelle, remercie puis rassure son interlocuteur, en affirmant qu'il va prendre l'affaire en main personnellement. Mais alors que le guerrier divin commence à quitter les lieux, le seigneur d'Asgard l'attaque soudainement et l'enferme dans une cellule. 
Peu après, tandis que Seiya et Shiryû sont toujours absents, Athéna est invitée à retourner immédiatement au palais : il semblerait que Hyôga ait été retrouvé. Cependant, une fois sur place, elle découvre avec stupeur que le chevalier du cygne est toujours porté disparu. Tandis qu'elle s'étonne du comportement de Derbal, celui-ci révèle enfin ses véritables intentions : il cherche à prendre le contrôle de la Terre et veut bien entendu se débarrasser d'Athéna. Se trouvant dans l'incapacité de la tuer, il parvient néanmoins à l'enfermer dans une dimension parallèle grâce à sa technique du "Bouclier d'Odin". Athéna, inerte, se retrouve alors sur la proue du drakkar ornant l'immense statue d'Odin qui domine la ville. Au même instant, Seiya, Shiryû et Shun sentent que la cosmo-énergie de Saori a mystérieusement disparu et ils se précipitent en direction du palais pour savoir ce qu'il est advenu d'elle. 
Tandis qu'il approche des remparts, Shun se retrouve bientôt confronté à Ullr, un guerrier divin dont l'épée est particulièrement puissante et dévastatrice. Le chevalier d'Andromède se retrouve rapidement en mauvaise posture car sa célèbre chaîne nébulaire est impuissante face à la lame de son adversaire.
Au même moment, quelque part dans les bois d'Asgard, Shiryû se retrouve face à un autre guerrier divin, le fameux Migarde, dont la cosmo-énergie l'intriguait déjà quelques heures plus tôt à sa sortie du palais. Mais alors qu'il s'apprête à livrer bataille, le chevalier du dragon découvre avec stupeur que c'est en réalité son ami Hyôga qui se cachait derrière le masque. Surpris de le retrouver dans les rangs ennemis, Shiryû ne tarde pas à comprendre que son compagnon n'a plus rien du chevalier qu'il connaissait. En effet, Hyôga se montre très vite hostile et agressif, ce qui conduit Shiryû à penser que Derbal l'a probablement hypnotisé. À la suite d'une série de tentatives infructueuses pour ramener son ami à la raison, Shiryû parvient, non sans une certaine réticence, à le neutraliser tout en veillant à ne pas le tuer... 
Pendant ce temps, Shun, toujours en difficulté face à Ullr, est sauvé par l'intervention de son frère Ikki, lequel met hors de combat le guerrier divin en une seule attaque. Mais à peine les deux frères ont-ils pu savourer leurs retrouvailles qu'un autre guerrier divin, le colossal Rung, se présente armé de ses deux boomerangs, bien décidé à venger la mort de son camarade. Grâce à son illusion, Ikki réussit à le défaire, du moins le pense-t-il, avant de venir en aide à son frère qui est sur le point de chuter dans le ravin qui jouxte les remparts du palais. Mais alors que Ikki tente de hisser Shun jusqu'à lui, Rung, qui n'était que blessé, le saisit par une jambe et le transperce violemment avec l'un de ses boomerangs, avant que le sol ne cède son poids, l'entrainant dans l'abîme ainsi que les deux chevaliers. 
Finalement arrivé le premier au palais, Seiya retrouve de nouveau Eric au pied de la statue d'Odin. S'ensuit alors un combat sans merci, au terme duquel Seiya, bien que mis en difficulté par les attaques de son adversaire, finit par triompher. C'est alors que Derbal apparaît, en armure, seul face au chevalier. Ce dernier jette ses ultimes forces dans la bataille mais son pouvoir se révèle insuffisant face à la puissance du seigneur d'Asgard. Mis en déroute, à bout de forces et sans armure, Seiya ne doit son salut qu'à l'intervention inespérée de Shun, qui s'interpose et évite à son compagnon d'arme de connaitre le même sort qu'Athéna. Arrive alors Hyôga, faisant croire qu'il est toujours sous l'emprise de Derbal. Celui-ci ordonne d'ailleurs au chevalier du cygne de mettre un terme à l'existence de Seiya. Hyôga feint d'abord d'obéir, au grand dam de pégase qui ne comprend pas l'attitude de son ami, mais il finit par lancer sa technique du "Aurora Thunder Attack" sur Derbal et parvient à geler ses deux jambes. Peu affecté, le seigneur d'Asgard contre-attaque et finit par neutraliser Hyôga. 
Le représentant d'Odin tente à nouveau d'éliminer Seiya mais cette fois, c'est Ikki qui intervient en encaissant le coup. La victoire semble assurée pour Derbal mais c'était sans compter sur l'arrivée de l'Armure du Sagittaire que Seiya va endosser une nouvelle fois avant de lancer son "Pegasus Ryûsei Ken" contre Derbal, endommageant sévèrement sa protection.
Alors qu'il se prépare à tirer la flèche d'or sur Derbal pour achever le combat, le chevalier est contraint de se raviser lorsque le seigneur d'Asgard lui révèle que sa mort empêchera la libération Athéna. C'est à ce moment que Frey apparaît en train d'escalader la statue d'Odin, tout en disant à Seiya qu'il connait le moyen de la sauver. Derbal tente de tuer le guerrier divin en lui lançant son épée mais Seiya, déterminé à empêcher ce drame, tire finalement la flèche d'or qui transperce le seigneur d'Asgard. Avant de mourir de sa blessure, Derbal est écrasé par l'épée de pierre de la statue d'Odin qui s'effondre à la suite de l'intervention de Frey. Seiya réussit de justesse à rattraper Athéna et lui évite ainsi une chute mortelle. Lorsqu'elle revient à elle, la déesse remercie ses chevaliers pour leur dévouement, tandis que le printemps revient au royaume d'Asgard et que l'arbre sacré, Yggdrasil, fleurit à nouveau...

## Doublage français
- Éric Legrand : Seiya
- Marc François : Shiryû
- Gilles Laurent : Hyôga
- Henry Djanik : Ikki
- Serge Bourrier : Shun
- Michel Le Royer : Dolbar
- Emmanuel Curtil : Loki
- Éric Aubrahn : Freyr
- Jacques Richard : Homme traqué, Runng
- Virginie Ledieu : Saori/Athéna
- Laurence Crouzet : Freya
- Michel Vigné : Ullr